# Rudra vina

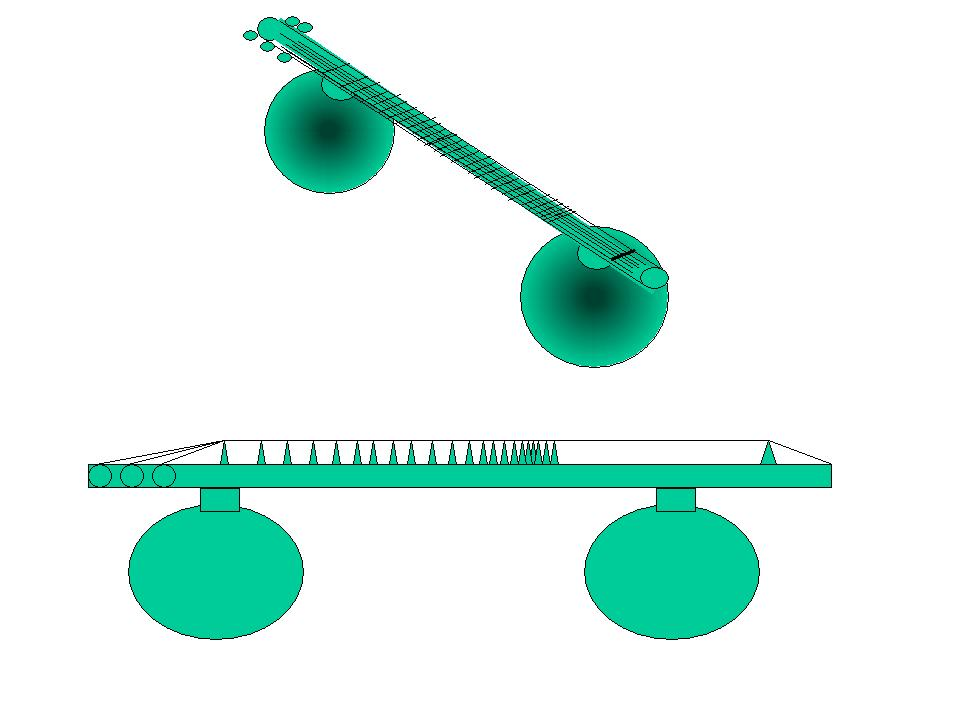
Rudra vina

Rudra vina (dewanagari: रुद्रवीणा, alternatywna nazwa: बीण bīn; ang.: rudra veena) – indyjski strunowy instrument szarpany, wykorzystywany w stylu północnoindyjskim klasycznej muzyki indyjskiej, tzw. muzyce hindustańskiej.
Rudra vina jest bardzo archaicznym instrumentem o bardzo długiej historii, rzadko obecnie wykorzystywanym. Straciła ona na popularności po wprowadzeniu na początku XIX w. surbaharu, co pozwoliło sitarzystom na łatwiejsze wykonywanie alapów w powolnych ragach w typie dhrupadu.

## Konstrukcja
Rudra vina posiada długi, drewniany lub bambusowy cylindryczny korpus o długości 150 cm, wsparty na dwóch dużych, okrągłych rezonatorach, wykonanych z wysuszonych i wydrążonych tykw. Posiada 24 podniesione progi.
Rudra vina stanowi jedną z trzech odmian viny, wykorzystywanych współcześnie. Pozostałe dwie to vićitra vina (muzyka hindustańska) oraz Saraswati vina (muzyka karnatacka).